# Вільяр-дель-Умо
Вільяр-дель-Умо (ісп. Villar del Humo) — муніципалітет в Іспанії, у складі автономної спільноти Кастилія-Ла-Манча, у провінції Куенка. Населення — 266 осіб (2010).
Муніципалітет розташований на відстані близько 190 км на схід від Мадрида, 48 км на південний схід від Куенки.

## Демографія
Динаміка населення (INE ):